# دیهیدروکتنیدیولید
دیهیدروکتنیدیولید (به انگلیسی: Dihydroactinidiolide) با فرمول شیمیایی C۱۱H۱۶O۲ یک ترکیب شیمیایی با شناسه پاب‌کم ۶۴۳۲۱۷۳ است. که جرم مولی آن ۱۸۰٫۲۴ g/mol می‌باشد. 